# Crossopholis magnicaudatus
Crossopholis magnicaudatus è un pesce osseo estinto appartenente agli acipenseriformi. Visse nell'Eocene inferiore (circa 52 milioni di anni fa) e i suoi resti fossili sono stati ritrovati nella famosa formazione di Green River, Wyoming (USA).

## Descrizione
Questo pesce era molto simile agli odierni pesci spatola, e come questi ultimi possedeva un lungo rostro mediano nella parte anteriore del muso. Il rostro era appiattito e dotato di un complicato sistema di aperture per alleggerire l'intera struttura, e al contrario degli odierni pesci spatola terminava in una sorta di punta ottusa. Le dimensioni si aggiravano intorno al metro e venti di lunghezza, ed era quindi leggermente più piccolo delle forme attuali. La coda era particolarmente grande e robusta (da qui l'epiteto specifico magnicaudatus, "dalla grande coda").

## Classificazione
Crossopholis era un rappresentante dei poliodontidi (Polyodontidae), i cosiddetti pesci spatola dei grandi fiumi americani e cinesi, affini agli storioni. Sembra che la specie più vicina a Crossopholis possa essere proprio l'americana Polyodon spathula.

## Paleoecologia
I fossili di questo pesce si rinvengono nel sistema di laghi fossili noti come Green River Formation, nello Wyoming, ma sono estremamente rari. Si suppone che questa rarità sia dovuta al fatto che Crossopholis vivesse non nei laghi ma nei fiumi immissari, e di conseguenza solo alcuni esemplari si spingevano casualmente all'interno dei bacini. Crossopholis è infatti più comune nelle zone di bassa profondità che non nelle zone profonde, dove non è mai stato ritrovato un esemplare completo. Crossopholis era un predatore di tutto rispetto, e alcuni fossili conservano ancora al loro interno i resti delle prede nella regione dello stomaco. La struttura a forma di rostro doveva servire, come nelle forme attuali, come stabilizzatore durante il nuoto, e forse era anche dotato di elettrorecettori.